# Гамбия на летних Олимпийских играх 2012
Гамбия принимала участие в летних Олимпийских играх 2012 года, которые проходили в Лондоне (Великобритания) с 27 июля по 12 августа, где его представляли 2 спортсмена в лёгкой атлетике. На церемонии открытия Олимпийских игр флаг Гамбии нёс бегун Сувайбоу Саннех.
На Летних Олимпийских играх 2012 Гамбия вновь не сумела завоевать свою первую олимпийскую медаль. Хоть ни Сувайбоу Саннех, Саруба Колли не сумели завоевать медалей, их вступление можно назвать успешным. Саннех в двух забегах, в которых участвовал, улучшал рекорд Гамбии. Колли также сумела обновить национальный рекорд.

## Состав и результаты

### Лёгкая атлетика
Мужчины
Беговые виды
| Соревнование | Спортсмены      | Отборочный раунд | Отборочный раунд | Отборочный раунд | Четвертьфинал | Четвертьфинал | Четвертьфинал | Полуфинал | Полуфинал | Полуфинал | Финал                | Финал                |
| Соревнование | Спортсмены      | Забег            | Результат        | Место            | Забег         | Результат     | Место         | Забег     | Результат | Место     | Результат            | Место                |
| ------------ | --------------- | ---------------- | ---------------- | ---------------- | ------------- | ------------- | ------------- | --------- | --------- | --------- | -------------------- | -------------------- |
| 100 метров   | Сувайбоу Саннех | Не участвовал    | Не участвовал    | Не участвовал    | 3             | 10,21         | 5             | 1         | 10,18     | 8         | Завершил выступление | Завершил выступление |

Женщины
Беговые виды
| Соревнование | Спортсмены   | Отборочный раунд | Отборочный раунд | Отборочный раунд | Четвертьфинал | Четвертьфинал | Четвертьфинал | Полуфинал             | Полуфинал             | Полуфинал             | Финал                 | Финал                 |
| Соревнование | Спортсмены   | Забег            | Результат        | Место            | Забег         | Результат     | Место         | Забег                 | Результат             | Место                 | Результат             | Место                 |
| ------------ | ------------ | ---------------- | ---------------- | ---------------- | ------------- | ------------- | ------------- | --------------------- | --------------------- | --------------------- | --------------------- | --------------------- |
| 100 метров   | Саруба Колли | 4                | 12,21            | 2                | 3             | 12,06         | 8             | Завершила выступление | Завершила выступление | Завершила выступление | Завершила выступление | Завершила выступление |